# Erich Feyerabend

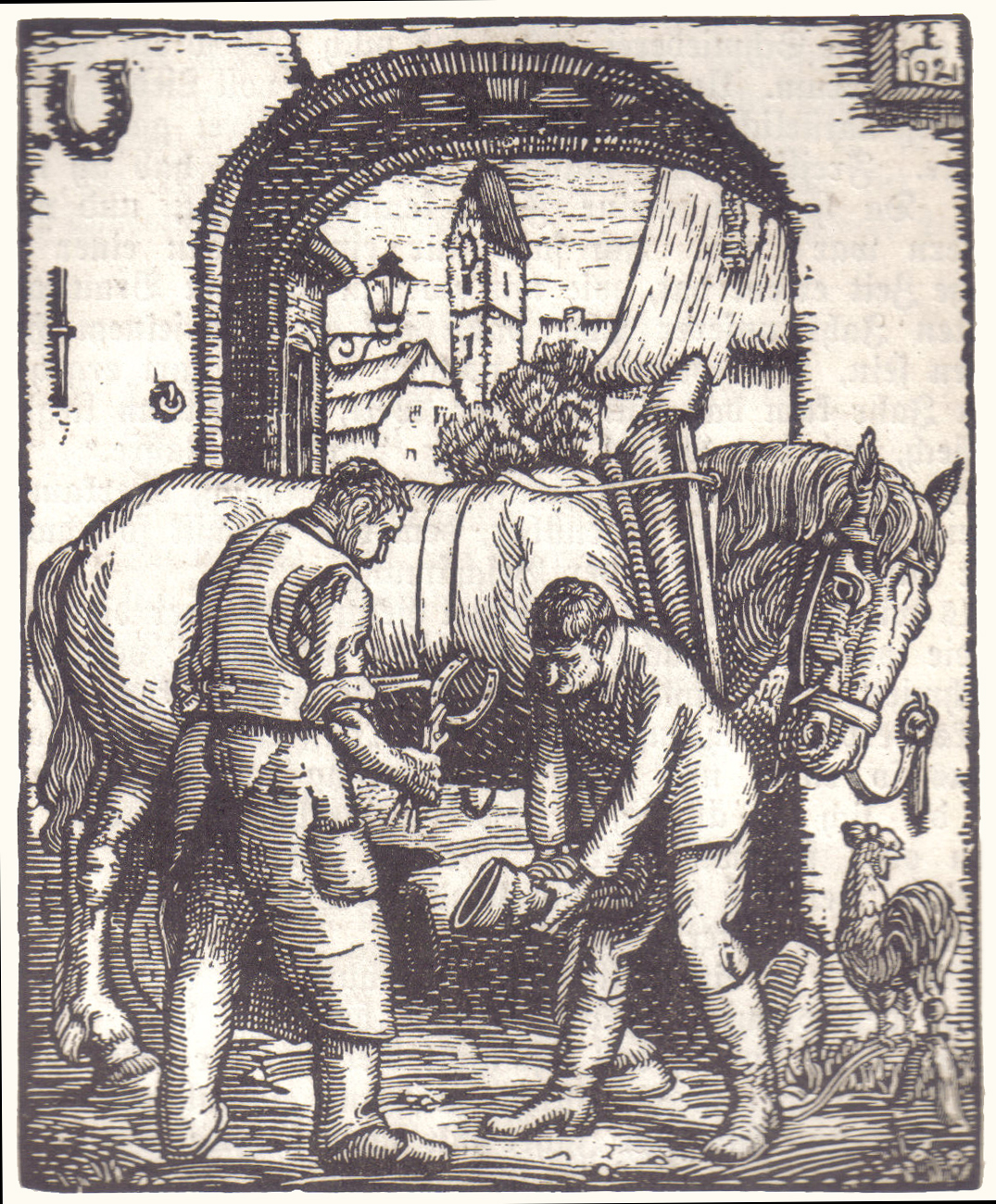
Beim Schmied. 1921

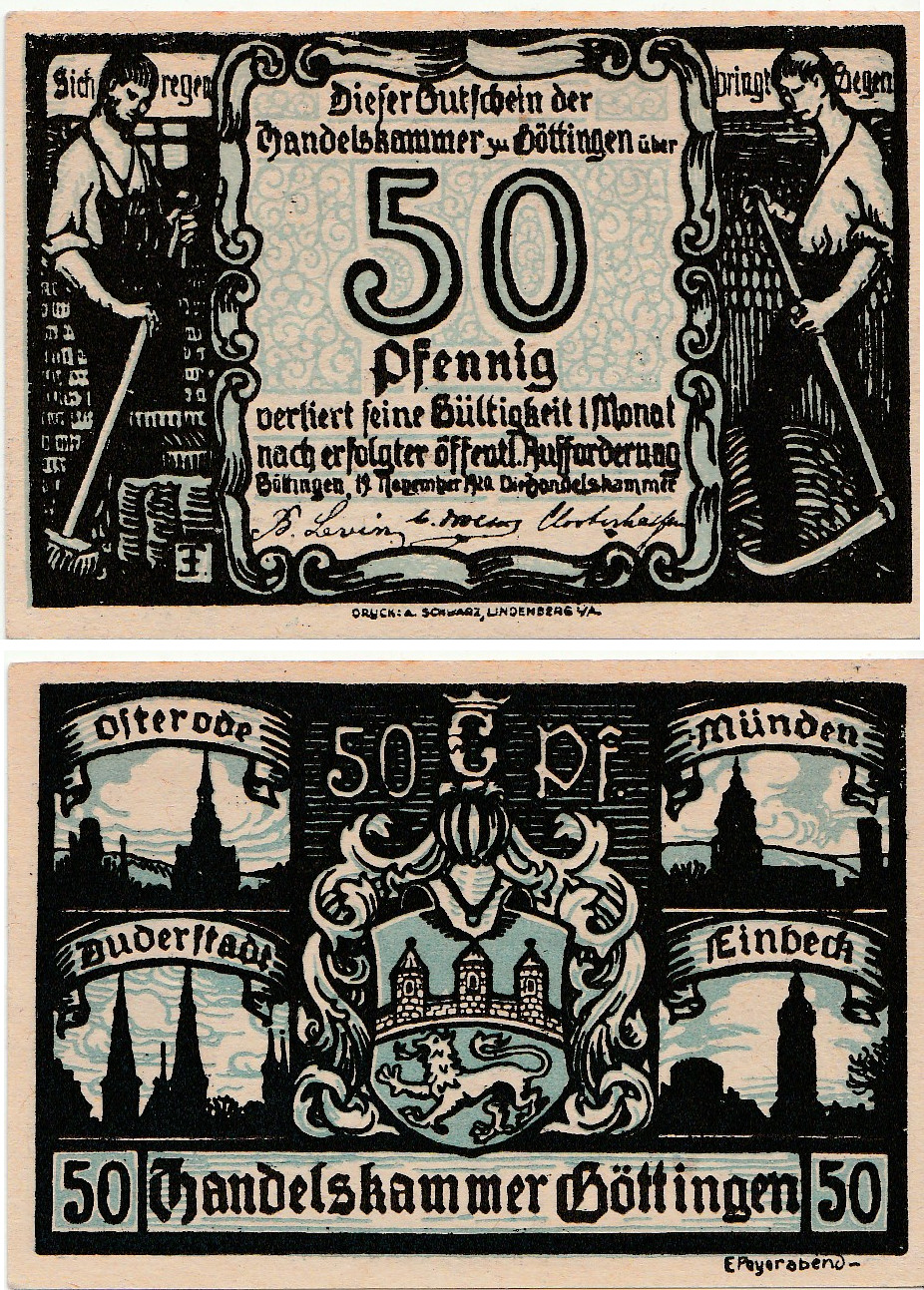
Ein von E. Feyerabend gestalteter Notgeldschein aus Göttingen, von 1920.

Erich Feyerabend (* 19. November 1889 in Rees am Niederrhein; † 18. Oktober 1945 in Bad Friedrichshall-Jagstfeld) war ein deutscher Grafiker, Maler und Zeichner.

## Leben
Erich Feyerabend wuchs in Berlin auf und verbrachte dort seine Jugendzeit. Er sollte eine kaufmännische Lehre absolvieren. Es gelang Erich Feyerabend, in die Akademie der Bildenden Künste aufgenommen zu werden. Dort studierte er u. a. bei dem Landschaftsmaler Friedrich Kallmorgen. Während des Ersten Weltkrieges war er als Leutnant der Reserve und als Kriegsmaler in Frankreich.
Nach der Beendigung des Studiums lebte er weiterhin in Berlin als freischaffender Künstler und Grafiker. Während dieser Schaffensperiode fertigte er u. a. einige Holzschnitte von Märchen und Sagen an, die bei Buchillustrationen Verwendung fanden. Seine Bilder wurden auf den großen Berliner und Münchener Kunstausstellungen gezeigt. Er war im Deutschen Künstlerbund tätig.
Von 1933 bis 1936 war Feyerabend Mitglied einer SS-Motorradstaffel. Im August 1934 gehörte er zu den Unterzeichnern des Aufrufs der Kulturschaffenden zur „Volksabstimmung“ über die Zusammenlegung des Reichspräsidenten- und Reichskanzleramts.
Während der 1930er Jahre verlagerte Feyerabend seine künstlerische Tätigkeit mehr und mehr von der Malerei auf großformatige Holzschnitte. Von interessierten Städten erhielt er Aufträge, Stadtansichten anzufertigen. Dabei behielt er sich das Recht vor, die Druckstöcke im Eigentum der Familie Feyerabend zu behalten. Nur im Falle der Stadt Berlin verkaufte er den Druckstock. Dieser Druckstock ist dann während des Krieges abhandengekommen.
In der Zeit des Nationalsozialismus war Feyerabend Mitglied der Reichskammer der bildenden Künste. Für diese Zeit ist seine Teilnahme an 48 Gruppenausstellungen sicher belegt, darunter von 1937 bis 1944 alle Großen Deutschen Kunstausstellungen in München. Dort erwarben u. a. Goebbels, Himmler und das Reichsluftfahrtministerium Holzschnitte Feyerabends.
Feyerabend wurde am 25. November 1938 als „Leiter der Holzschnittklasse“ an die Württ. Akademie der bildenden Künste in Stuttgart berufen und übernahm somit das Lehrgebiet des von den Nazis als „entartet“ aus dem Amt gedrängten Gottfried Graf. Wie Ernst Klee nachgewiesen hat, wurde er im Mai 1943 von „Generalgouverneur“ Hans Frank, genannt Polenschlächter, im besetzten Krakau empfangen.
Den Zweiten Weltkrieg verbrachte Feyerabend zumeist in Stuttgart. Er wurde zum ordentlichen Professor und zeitweilig auch zum hauptamtlichen Direktor der mit der Kunstgewerbeschule ab 1941 organisatorisch vereinigten Stuttgarter Akademie ernannt, nachdem Fritz von Graevenitz aus Krankheitsgründen zu Beginn der 1940er Jahre sein Amt als Direktor niedergelegt hatte, in das er allerdings noch vor Kriegsende zurückkehrte.
Erich Feyerabend, dessen Weiterbeschäftigung an einer neu zu errichtenden Stuttgarter Kunstakademie die Kultusbehörde ablehnte, starb am 18. Oktober 1945 an den Folgen einer Lungenentzündung und wurde in Bad Wimpfen beerdigt.

## Werke (Auswahl)

### Schmucktelegramme
- Von spätestens 1926 kann ein sogenanntes Schmuck-Telegramm[6] beim Deutschen Reichstelegraphen nachgewiesen werden. Das vierseitige Blatt trägt auf der letzten Seite u. a. den Hinweis auf die Reichsdruckerei Berlin und unten rechts die Signatur C187Lx1(10.26).

### Buchillustrationen
- Deutsche Sagen. Bearbeitet von Max Hillgruber. Herausgegeben vom Berliner Lehrerverein, Comenius Verlag, Berlin 1925.
- Deutsche Schwänke aus alter Zeit. Herausgegeben vom Berliner Lehrerverein, Comenius Verlag, Berlin 1925.
- Dreizehnlinden. Friedrich Wilhelm Weber, Verlag Peter Heine & Co, Warendorf i. W.

### Städteansichten
- Beeskow 65 × 21 cm
- Berlin
- Besigheim 64 × 20 cm
- Bromberg 120 × 26 cm
- Danzig 118 × 24 cm
- Deventer 36 × 18 cm?
- Emden 40 × 18 cm
- Husum 51 × 16 cm
- Kolberg 48 × 24 cm?
- Krakau 217 × 35 cm
- Liegnitz 85 × 22 cm
- Lübeck 85 × 23 cm
- Ulm 114 × 32 cm
- Rees 65 × 20 cm
- Rostock 65 × 21 cm
- Scheer 80 × 21 cm
- Schwäbisch Hall 87 × 23 cm
- Soest 83 × 22 cm
- Stralsund (1944) 83 × 21 cm
- Stralsund (1945) 105 × 19 cm
- Stuttgart 143 × 27 cm
- Wimpfen 60 × 20 cm
- Wismar 45 × 15 cm?
- Wollin 50 × 17 cm?

## Fragwürdige Ehrung
In seiner Geburtsstadt Rees wurde 2001 eine Straße nach Feyerabend benannt. Sie wurde wegen seiner Nazi-Vergangenheit am 2. November 2020 in Anne-Frank-Straße umbenannt.